# Законодавство о истополним заједницама
Истополни брак је тренутно (јун 2015) признат у 18 држава, то су: Холандија, Белгија, Шпанија, Канада, Јужноафричка Република, Норвешка, Шведска, Португал, Исланд, Аргентина, Данска, Нови Зеланд, Уругвај, Бразил., Француска, Луксембург, Велика Британија и САД. Поред ових држава, истополни бракови су такође легални у граду Мексико Сити и 4 савезне државе у Мексику. Поред њих, истополни бракови су легализовани у Финској, Словенији и Републици Ирској (на уставном референдуму), али ти закони још нису ступили на снагу. Израел признаје истополне бракове склопљене у иностранству.
С обзиром да је питање легализације истополних бракова контроверзно, у многим државама и регионима признају се друге врсте партнерстава истополних парова, але не и истополни бракови. Те друге врсте партнерстава најчешће се називају регистрована партнерства, грађанске заједнице или нерегистроване кохабитације, а пружају различит ниво права. Неке државе су донеле законске или уставне амандмане којима се експлицитно забрањује признавање истополних бракова, а у неким случајевима и свих других врста истополних партнерстава.

## Иницијативе за легализацију истополних заједница

### Међународни ниво
Сви покушаји да се дефинише право на истополни брак на међународном нивоу су остали неуспешни. У случају Џослин против Новог Зеланда, Комитет за људска права УН је утврдио да је право на брак из члана 23, став 2, Међународног пакта о грађанским и политичким правима „доследно и једнозначно схваћено на начин“ да је обавеза држава потписница Пакта „да признају као брак само заједницу између мушкарца и жене који желе да се венчају“. На европском нивоу, Европски суд за људска права је у својој пресуди о предмету Шалк и Копф против Аустрије дошао до истог закључка.

### Национални ниво
Први закон о регистрованим истополним партнерствима је усвојен у Данској у јуну 1989. Пре тога, неколико држава је донело законе о нерегистрованиом кохабитацијама истополних парова. Након Данске, неколико других, углавном европских држава, донело је законе којима су признате различите форме истополних партнерстава.
Прва држава која је признала истополне бракове је била Холандија. Закон је донет у децембру 2000, а ступио је на снагу 2001. Након Холандије, истополне бракове је признало још девет држава.
| Држава                 | Датум           | Врста заједнице                             | Горњи дом                    | Горњи дом                    | Доњи дом                     | Доњи дом                     | Шеф државе                   | Исход |
| Држава                 | Датум           | Врста заједнице                             | За                           | Против                       | За                           | Против                       | Шеф државе                   | Исход |
| ---------------------- | --------------- | ------------------------------------------- | ---------------------------- | ---------------------------- | ---------------------------- | ---------------------------- | ---------------------------- | ----- |
| Холандија              | јун 1979.       | нерегистрована кохабитација                 | Усвојен                      | Усвојен                      | Усвојен                      | Усвојен                      | Потписан                     | Да    |
| Холандија              | децембар 1980.  | нерегистрована кохабитација (проширење)     | Усвојен                      | Усвојен                      | Усвојен                      | Усвојен                      | Потписан                     | Да    |
| Холандија              | новембар 1984.  | нерегистрована кохабитација (проширење)     | Усвојен                      | Усвојен                      | Усвојен                      | Усвојен                      | Потписан                     | Да    |
| Данска                 | јун 1986.       | нерегистрована кохабитација                 |                              |                              | Усвојен                      | Усвојен                      | Потписан                     | Да    |
| Шведска                | 1987.           | нерегистрована кохабитација                 |                              |                              | Усвојен                      | Усвојен                      | 5                            | Да    |
| Данска                 | јун 1989.       | регистровано партнерство                    |                              |                              | 71                           | 47                           | Потписан                     | Да    |
| Норвешка               | јул 1991.       | нерегистрована кохабитација                 | Усвојен                      | Усвојен                      | Усвојен                      | Усвојен                      | Потписан                     | Да    |
| Норвешка               | април 1993.     | регистровано партнерство                    | 18                           | 16                           | 58                           | 40                           | Потписан                     | Да1   |
| Шведска                | јун 1994.       | регистровано партнерство                    |                              |                              | 171                          | 141                          | 5                            | Да1   |
| Канада                 | 1995.           | Брак                                        | -                            | -                            | 52                           | 124                          | -                            | Не    |
| Мађарска               | мај 1996.       | нерегистрована кохабитација                 |                              |                              | 207                          | 73                           | Потписан                     | Да    |
| Исланд                 | јун 1996.       | регистровано партнерство                    |                              |                              | Усвојен                      | Усвојен                      | Потписан                     | Да1   |
| Холандија              | јул 1997.       | регистровано партнерство                    | Усвојен                      | Усвојен                      | Усвојен                      | Усвојен                      | Потписан                     | Да    |
| Словачка               | 1997            | регистровано партнерство                    |                              |                              | Није усвојен                 | Није усвојен                 | –                            | Не    |
| Чешка                  | јун 1998.       | регистровано партнерство                    | –                            | –                            | Није усвојен                 | Није усвојен                 | –                            | Не    |
| Француска              | октобар 1998.   | Pacte civil de solidarité                   | -                            | -                            | Није усвојен                 | Није усвојен                 | –                            | Не    |
| Белгија                | јануар 1999.    | регистровано партнерство                    | Усвојен                      | Усвојен                      | Усвојен                      | Усвојен                      | Потписан                     | Да    |
| Француска              | новембар 1999.  | Pacte civil de solidarité                   | Усвојен                      | Усвојен                      | 315                          | 249                          | Потписан                     | Да    |
| Чешка                  | децембар 1999.  | регистровано партнерство                    | –                            | –                            | 69                           | 91                           | –                            | Не    |
| Немачка                | новембар 2000.  | животно партнерство                         | Усвојен                      | Усвојен                      | Усвојен                      | Усвојен                      | Потписан                     | Да    |
| Холандија              | децембар 2000.  | Брак                                        | 49                           | 26                           | 109                          | 33                           | Потписан                     | Да    |
| Канада                 | 2000.           | нерегистрована кохабитација                 | Усвојен                      | Усвојен                      | Усвојен                      | Усвојен                      | Потписан                     | Да    |
| Нови Зеланд            | 2000.           | нерегистрована кохабитација                 |                              |                              | 70                           | 44                           | Потписан                     | Да    |
| Словачка               | 2000.           | регистровано партнерство                    |                              |                              | Није усвојен                 | Није усвојен                 | –                            | Не    |
| Португал               | март 2001.      | нерегистрована кохабитација                 |                              |                              | Усвојен                      | Усвојен                      | Потписан                     | Да    |
| Финска                 | септембар 2001. | регистровано партнерство                    |                              |                              | 99                           | 84                           | Потписан                     | Да    |
| Чешка                  | октобар 2001.   | регистровано партнерство                    | –                            | –                            | Није усвојен                 | Није усвојен                 | –                            | Не    |
| Чешка                  | 2001.           | нерегистрована кохабитација                 | Усвојен                      | Усвојен                      | Усвојен                      | Усвојен                      | Потписан                     | Да    |
| Белгија                | фебруар 2003.   | Брак                                        | 46                           | 15                           | 91                           | 22                           | Потписан                     | Да    |
| Хрватска               | јул 2003.       | нерегистрована кохабитација                 | Усвојен                      | Усвојен                      |                              |                              | Потписан                     | Да    |
| Лихтенштајн            | 2003.           | регистровано партнерство                    | 10                           | 15                           |                              |                              | –                            | Не    |
| Луксембург             | јул 2004.       | грађанско партнерство                       |                              |                              | Усвојен                      | Усвојен                      | Потписан                     | Да    |
| Уједињено Краљевство   | новембар 2004.  | грађанско партнерство                       | 251                          | 136                          | 426                          | 29                           | Потписан                     | Да    |
| Немачка                | децембар 2004.  | животно партнерство (проширење)             | Усвојен                      | Усвојен                      | Усвојен                      | Усвојен                      | Потписан                     | Да    |
| Нови Зеланд            | децембар 2004.  | грађанска заједница                         |                              |                              | 65                           | 55                           | Потписан                     | Да    |
| Норвешка               | 2004.           | Брак                                        | –                            | –                            | Није усвојен                 | Није усвојен                 | –                            | Не    |
| Панама                 | 2004            | грађанска заједница                         |                              |                              | Није усвојен                 | Није усвојен                 | –                            | Не    |
| Чешка                  | фебруар 2005.   | регистровано партнерство                    | –                            | –                            | Није усвојен                 | Није усвојен                 | –                            | Не    |
| Андора                 | март 2005.      | стабилна заједница                          |                              |                              | Усвојен                      | Усвојен                      | Потписан                     | Да    |
| Словенија              | март 2005.      | регистровано партнерство                    | –                            | –                            | Није усвојен                 | Није усвојен                 | –                            | Не    |
| Швајцарска             | јун 2005.       | регистровано партнерство                    | референдум (58%)             | референдум (58%)             | референдум (58%)             | референдум (58%)             | референдум (58%)             | Да    |
| Шпанија                | јул 2005.       | Брак                                        | стављен вето 2               | стављен вето 2               | 183                          | 136                          | Потписан                     | Да    |
| Канада                 | јул 2005.       | Брак                                        | 47                           | 21                           | 158                          | 133                          | Потписан                     | Да    |
| Словенија              | јул 2005.       | регистровано партнерство                    | Усвојен                      | Усвојен                      | 44                           | 3                            | Потписан                     | Да    |
| Пољска                 | 2005            | регистровано партнерство                    | 38                           | 23                           | –                            | –                            | –                            | Не    |
| Чешка                  | март 2006.      | регистровано партнерство                    | 65                           | 14                           | 86                           | 54                           | стављен вето 3               | Да    |
| Француска              | јун 2006.       | Pacte civil de solidarité (проширење)       | Усвојен                      | Усвојен                      | Усвојен                      | Усвојен                      | Потписан                     | Да    |
| Јужноафричка Република | новембар 2006.  | Брак                                        | 36                           | 11                           | 230                          | 41                           | Потписан                     | Да    |
| Португал               | децембар 2006.  | нерегистрована кохабитација (проширење)     |                              |                              | Усвојен                      | Усвојен                      | стављен вето                 | Не    |
| Колумбија              | јун 2007.       | грађанска заједница                         | 29                           | 34                           | 62                           | 43                           | –                            | Не    |
| Луксембург             | јул 2007.       | Брак                                        |                              |                              | 22                           | 38                           | –                            | Не    |
| Мађарска               | децембар 2007.  | регистровано партнерство                    |                              |                              | 185                          | 154                          | Потписан                     | Не 4  |
| Уругвај                | децембар 2007.  | кохабитациона заједница                     | Усвојен                      | Усвојен                      | Усвојен                      | Усвојен                      | Потписан                     | Да    |
| Норвешка               | јун 2008.       | Брак                                        | 23                           | 17                           | 84                           | 41                           | Потписан                     | Да    |
| Еквадор                | септембар 2008. | грађанска заједница                         | референдум о уставу (63,93%) | референдум о уставу (63,93%) | референдум о уставу (63,93%) | референдум о уставу (63,93%) | референдум о уставу (63,93%) | Да    |
| Португал               | октобар 2008.   | Брак                                        |                              |                              | Није усвојен                 | Није усвојен                 | –                            | Не    |
| Аустралија             | новембар 2008.  | нерегистрована кохабитација                 | Усвојен                      | Усвојен                      | Усвојен                      | Усвојен                      | Потписан                     | Да    |
| Шведска                | април 2009.     | Брак                                        |                              |                              | 261                          | 22                           | 5                            | Да    |
| Мађарска               | април 2009.     | регистровано партнерство                    |                              |                              | 199                          | 159                          | Потписан                     | Да    |
| Француска              | мај 2009.       | иностране заједнице као PACS                | Усвојен                      | Усвојен                      | Усвојен                      | Усвојен                      | Потписан                     | Да    |
| Португал               | август 2009.    | нерегистрована кохабитација (проширење)     |                              |                              | Усвојен                      | Усвојен                      | стављен вето                 | Не    |
| Аустрија               | децембар 2009.  | регистровано партнерство                    | 44                           | 8                            | 110                          | 64                           | Потписан                     | Да    |
| Португал               | јануар 2010.    | грађанска заједница                         |                              |                              | Није усвојен                 | Није усвојен                 | –                            | Не    |
| Мађарска               | фебруар 2010.   | нерегистрована кохабитација (проширење)     |                              |                              | Усвојен                      | Усвојен                      | стављен вето 3               | Да    |
| Аустралија             | фебруар 2010.   | Брак                                        | 5                            | 45                           | –                            | –                            | –                            | Не    |
| Португал               | мај 2010.       | Брак                                        |                              |                              | Усвојен                      | Усвојен                      | Потписан                     | Да    |
| Данска                 | јун 2010.       | Брак                                        |                              |                              | 52                           | 57                           | –                            | Не    |
| Исланд                 | јун 2010.       | Брак                                        |                              |                              | 49                           | 0                            | Потписан                     | Да    |
| Ирска                  | јул 2010.       | грађанско партнерство                       | 48                           | 4                            | Усвојен                      | Усвојен                      | Потписан                     | Да    |
| Аргентина              | јул 2010.       | Брак                                        | 33                           | 27                           | 125                          | 109                          | Потписан                     | Да    |
| Луксембург             | август 2010.    | грађанско партнерство (проширење)           |                              |                              | Усвојен                      | Усвојен                      | Потписан                     | Да    |
| Португал               | август 2010.    | нерегистрована кохабитација (проширење)     |                              |                              | Усвојен                      | Усвојен                      | Потписан                     | Да    |
| Немачка                | септембар 2010. | Брак                                        | Није усвојен                 | Није усвојен                 | -                            | -                            | –                            | Не    |
| Немачка                | октобар 2010.   | животно партнерство (проширење)             | -                            | -                            | Није усвојен                 | Није усвојен                 | –                            | Не    |
| Немачка                | април 2011.     | животно партнерство (проширење)             | Није усвојен                 | Није усвојен                 | -                            | -                            | –                            | Не    |
| Француска              | јун 2011.       | Брак                                        | -                            | -                            | 222                          | 293                          | -                            | Не    |
| Лихтенштајн            | јун 2011.       | регистровано партнерство                    | референдум (68%)             | референдум (68%)             | референдум (68%)             | референдум (68%)             | референдум (68%)             | Да    |
| Немачка                | јун 2011.       | животно партнерство (проширење)             | Није усвојен                 | Није усвојен                 | -                            | -                            | -                            | Не    |
| Словенија              | март 2012.      | регистровано партнерство (проширење)        | референдум (45,36%)          | референдум (45,36%)          | референдум (45,36%)          | референдум (45,36%)          | референдум (45,36%)          | Не    |
| Израел                 | мај 2012.       | Брак                                        | -                            | -                            | 11                           | 39                           | -                            | Не    |
| Данска                 | јун 2012.       | Брак                                        | -                            | -                            | 85                           | 24                           | -                            | Да    |
| Немачка                | јун 2012        | Брак                                        | -                            | -                            | 260                          | 309                          | -                            | Не    |
| Сан Марино             | јун 2012        | Нерегистрована кохабитација                 | -                            | -                            | 33                           | 20                           | Потписан                     | Да    |
| Аустралија             | септембар 2012  | Брак                                        | -                            | -                            | 42                           | 98                           | -                            | Не    |
| Аустралија             | септембар 2012  | Брак                                        | 26                           | 41                           | -                            | -                            | -                            | Не    |
| Немачка                | октобар 2012    | Регистровано партнерство (проширење)        | -                            | -                            | 253                          | 288                          | -                            | Не    |
| Словачка               | новембар 2012   | Регистровано партнерство                    | -                            | -                            | 14                           | 94                           | -                            | Не    |
| Пољска                 | јануар 2013.    | регистровано партнерство                    | -                            | -                            | Одбачен                      | Одбачен                      | -                            | Не    |
| Нови Зеланд            | април 2013.     | Брак                                        | -                            | -                            | 77                           | 44                           | Потписан                     | Да    |
| Уругвај                | април 2013.     | Брак                                        | 23                           | 8                            | 71                           | 21                           | Потписан                     | Да    |
| Француска              | април 2013.     | Брак                                        | 171                          | 165                          | 331                          | 225                          | Потписан                     | Да    |
| Колумбија              | април 2013.     | Брак                                        | У процедури                  | У процедури                  | ...                          | ...                          |                              |       |
| Уједињено Краљевство   | мај 2013.       | Брак                                        |                              |                              | У процедури                  | У процедури                  |                              |       |
| Аустралија             | 2013.           | брак                                        |                              |                              | у процедури                  | у процедури                  |                              |       |
| Аустралија             | 2013.           | признавње бракова склопљених у иностранству |                              |                              | предложен                    | предложен                    |                              |       |
| Немачка                | 2013.           | Брак                                        | Усвојен                      | Усвојен                      | У процедури                  | У процедури                  |                              |       |
| Израел                 | 2013.           | Брак                                        |                              |                              | Предложен                    | Предложен                    |                              |       |
| Италија                | 2013.           | Брак                                        | Предложен                    | Предложен                    |                              |                              |                              |       |
| Италија                | 2013.           | Брак                                        |                              |                              | Предложен                    | Предложен                    |                              |       |
| Луксембург             | 2013.           | Брак                                        | -                            | -                            | У процедури                  | У процедури                  | ...                          |       |
| Тајван                 | 2013            | Брак                                        | -                            | -                            | Предложен                    | Предложен                    | ...                          |       |
| Боливија               | 2013.           | грађанска заједница                         | Предложен                    | Предложен                    | ...                          | ...                          | ...                          |       |
| Чиле                   | 2013.           | грађанска заједница                         | ...                          | ...                          | У процедури                  | У процедури                  | ...                          |       |
| Костарика              | 2013.           | грађанска заједница                         | ...                          | ...                          | У процедури                  | У процедури                  | ...                          |       |
| Хрватска               | 2013.           | регистровано партнерство                    | -                            | -                            | Предложен                    | Предложен                    | ...                          |       |
| Куба                   | 2013.           | грађанска заједница                         | ...                          | ...                          | Предложен                    | Предложен                    | ...                          |       |
| Кипар                  | 2013.           | регистровано партнерство                    |                              |                              | Предложен                    | Предложен                    |                              |       |
| Естонија               | 2013.           | грађанско партнерство                       | -                            | -                            | Предложен                    | Предложен                    | ...                          |       |
| Немачка                | 2013.           | животно партнерство (проширење)             | Усвојен                      | Усвојен                      | У процедури                  | У процедури                  |                              |       |
| Малта                  | 2013.           | грађанска заједница                         | -                            | -                            | Предложен                    | Предложен                    |                              |       |
| Пољска                 | 2013.           | регистровано партнерство                    | ...                          | ...                          | У процедури                  | У процедури                  | ...                          |       |
| Тајланд                | 2013.           | регистровано партнерство                    |                              |                              | Предложен                    | Предложен                    |                              |       |
| Финска                 | 2014.           | Брак                                        | -                            | -                            | У процедури                  | У процедури                  |                              |       |
| Ирска                  | 2014.           | Брак                                        |                              |                              | Предложен                    | Предложен                    |                              |       |
| Непал                  | 2014.           | Брак                                        | -                            | -                            | У процедури                  | У процедури                  | ...                          |       |
| Вијетнам               | 2014.           | брак                                        | -                            | -                            | Предложен                    | Предложен                    |                              |       |

Напомене:
- (1) Замењени законима о истополним браковима.
- (2) Шпански сенат је ставио вето на закон, али је доњи дом укинуо вето.
- (3) вето укинут
- (4) проглашен неуставним
- (5) Према уставу Шведске, краљ је шеф државе, али нема овлашћења да потписује и ставља вето на законе изгласане у парламенту.

### Субнационални ниво
За савезне државе САД, погледајте чланак Законодавство о истополним заједницама у САД
У државама које су уређене по федералном принципу, федералне јединице често имају овлашћење да легализују истополне заједнице на својој територији. У Аустралији је федерална влада два пута поништавала акције федералних јединица. Град Мексико је у децембру 2009. постао прва област у Латинској Америци која је легализовала истополне бракове.
| Територија                          | Држава     | Датум           | Врста заједнице                                  | Горњи дом | Горњи дом | Доњи дом    | Доњи дом    | Шеф државе | Исход |
| Територија                          | Држава     | Датум           | Врста заједнице                                  | За        | Против    | За          | Против      | Шеф државе | Исход |
| ----------------------------------- | ---------- | --------------- | ------------------------------------------------ | --------- | --------- | ----------- | ----------- | ---------- | ----- |
| Онтарио                             | Канада     | јун 1994.       | домаће партнерство                               |           |           | 58          | 69          | -          | Не    |
| Аустралијска престоничка територија | Аустралија | 1994.           | нерегистрована кохабитација                      |           |           | Усвојен     | Усвојен     | Потписан   | Да    |
| Гренланд                            | Данска     | април 1996.     | регистровано партнерство                         |           |           | Усвојен     | Усвојен     | Потписан   | Да    |
| Каталонија                          | Шпанија    | јун 1998.       | стабилна заједница                               |           |           | Усвојен     | Усвојен     | Потписан   | Да    |
| Арагон                              | Шпанија    | март 1999.      | стабилна заједница                               |           |           | Усвојен     | Усвојен     | Потписан   | Да    |
| Квебек                              | Канада     | мај 1999.       | нерегистрована кохабитација                      |           |           | Усвојен     | Усвојен     | Потписан   | Да    |
| Онтарио                             | Канада     | октобар 1999.   | нерегистрована кохабитација                      |           |           | Усвојен     | Усвојен     | Потписан   | Да    |
| Нови Јужни Велс                     | Аустралија | 1999.           | нерегистрована кохабитација                      | Усвојен   | Усвојен   | Усвојен     | Усвојен     | Потписан   | Да    |
| Навара                              | Шпанија    | 2000.           | стабилна заједница                               |           |           | Усвојен     | Усвојен     | Потписан   | Да    |
| Нова Шкотска                        | Канада     | новембар 2000.  | домаће партнерство                               |           |           | Усвојен     | Усвојен     | Потписан   | Да    |
| Саскачеван                          | Канада     | јул 2001.       | нерегистрована кохабитација                      |           |           | Усвојен     | Усвојен     | Потписан   | Да    |
| Викторија                           | Аустралија | август 2001.    | нерегистрована кохабитација                      | Усвојен   | Усвојен   | Усвојен     | Усвојен     | Потписан   | Да    |
| Валенсија                           | Шпанија    | 2001.           | де факто пар                                     |           |           | Усвојен     | Усвојен     | Потписан   | Да    |
| Мадрид                              | Шпанија    | 2001.           | де факто пар                                     |           |           | Усвојен     | Усвојен     | Потписан   | Да    |
| Балеарска острва                    | Шпанија    | 2001.           | стабилна заједница                               |           |           | Усвојен     | Усвојен     | Потписан   | Да    |
| Манитоба                            | Канада     | 2001.           | „Common-law“ веза                                |           |           | Усвојен     | Усвојен     | Потписан   | Да    |
| Квебек                              | Канада     | јун 2002.       | грађанска заједница                              |           |           | Усвојен     | Усвојен     | Потписан   | Да    |
| Алберта                             | Канада     | децембар 2002.  | „Adult interdependent relationship“              |           |           | Усвојен     | Усвојен     | Потписан   | Да    |
| Квинсленд                           | Аустралија | децембар 2002.  | нерегистрована кохабитација                      |           |           | Усвојен     | Усвојен     | Потписан   | Да    |
| Андалузија                          | Шпанија    | 2002.           | де факто пар                                     |           |           | Усвојен     | Усвојен     | Потписан   | Да    |
| Астурија                            | Шпанија    | 2002.           | стабилна заједница                               |           |           | Усвојен     | Усвојен     | Потписан   | Да    |
| Буенос Ајрес                        | Аргентина  | 2002.           | грађанска заједница                              |           |           | Усвојен     | Усвојен     | Потписан   | Да    |
| Нови Јужни Велс                     | Аустралија | 2002.           | нерегистрована кохабитација (проширење)          | Усвојен   | Усвојен   | Усвојен     | Усвојен     | Потписан   | Да    |
| Западна Аустралија                  | Аустралија | 2002.           | нерегистрована кохабитација                      | Усвојен   | Усвојен   | Усвојен     | Усвојен     | Потписан   | Да    |
| Екстремадура                        | Шпанија    | 2003.           | де факто пар                                     |           |           | Усвојен     | Усвојен     | Потписан   | Да    |
| Баскија                             | Шпанија    | 2003.           | де факто пар                                     |           |           | Усвојен     | Усвојен     | Потписан   | Да    |
| Канарска острва                     | Шпанија    | 2003.           | де факто пар                                     |           |           | Усвојен     | Усвојен     | Потписан   | Да    |
| Рио Негро                           | Аргентина  | 2003.           | грађанска заједница                              |           |           | Усвојен     | Усвојен     | Потписан   | Да    |
| Тасманија                           | Аустралија | септембар 2003. | значајна веза                                    | Усвојен   | Усвојен   | Усвојен     | Усвојен     | Потписан   | Да    |
| Аустралијска престоничка територија | Аустралија | јануар 2004.    | нерегистрована кохабитација (проширење)          |           |           | Усвојен     | Усвојен     | Потписан   | Да    |
| Северна територија                  | Аустралија | март 2004.      | нерегистрована кохабитација                      |           |           | Усвојен     | Усвојен     | Потписан   | Да    |
| Сиднеј                              | Аустралија | јул 2004.       | програм декларације веза                         |           |           | Усвојен     | Усвојен     | Потписан   | Да    |
| Кантабрија                          | Шпанија    | мај 2005.       | де факто пар                                     |           |           | Усвојен     | Усвојен     | Потписан   | Да    |
| Острво Мен                          |            | новембар 2005   | признавање партнерстава у Уједињеном Краљевству  | Усвојен   | Усвојен   | Усвојен     | Усвојен     | Потписан   | Да    |
| Острво Норфок                       | Аустралија | 2005.           | нерегистрована кохабитација                      |           |           | Усвојен     | Усвојен     | Потписан   | Да    |
| Аустралијска престоничка територија | Аустралија | јун 2006.       | грађанска заједница                              |           |           | Усвојен     | Усвојен     | Потписан   | Не1   |
| Град Мексико                        | Мексико    | новембар 2006.  | Закон за коегзистирајућа партнерства             |           |           | 43          | 17          | Потписан   | Да    |
| Јужна Аустралија                    | Аустралија | децембар 2006.  | нерегистрована кохабитација                      | Усвојен   | Усвојен   | Усвојен     | Усвојен     | Потписан   | Да    |
| Коавила                             | Мексико    | јануар 2007.    | грађански пакт солидарности                      |           |           | 20          | 13          | Потписан   | Да    |
| Аустралијска престоничка територија | Аустралија | фебруар 2007.   | грађанско партнерство                            |           |           | Усвојен     | Усвојен     | Потписан   | Не1   |
| Мелбурн                             | Аустралија | април 2007.     | регистар декларације веза                        |           |           | Усвојен     | Усвојен     | Потписан   | Да    |
| Јара                                | Аустралија | мај 2007.       | програм декларације веза                         |           |           | Усвојен     | Усвојен     | Потписан   | Да    |
| Вила Карлос Паз                     | Аргентина  | новембар 2007.  | грађанска заједница                              |           |           | 12          | 6           | Потписан   | Да    |
| Викторија                           | Аустралија | април 2008.     | регистар веза                                    | 29        | 10        | 54          | 24          | Потписан   | Да    |
| Аустралијска престоничка територија | Аустралија | мај 2008.       | грађанско партнерство                            |           |           | Усвојен     | Усвојен     | Потписан   | Да    |
| Нови Јужни Велс                     | Аустралија | јун 2008.       | нерегистрована кохабитација (проширење)          | Усвојен   | Усвојен   | Усвојен     | Усвојен     | Потписан   | Да    |
| Нова Каледонија                     | Француска  | април 2009.     | Pacte civil de solidarité                        | Усвојен   | Усвојен   | Усвојен     | Усвојен     | Потписан   | Да    |
| Валис и Футуна                      | Француска  | април 2009.     | Pacte civil de solidarité                        | Усвојен   | Усвојен   | Усвојен     | Усвојен     | Потписан   | Да    |
| Рио Куарто                          | Аргентина  | мај 2009.       | грађанска заједница                              |           |           | Усвојен     | Усвојен     | Потписан   | Да    |
| Тасманија                           | Аустралија | септембар 2009. | значајна веза (проширење)                        | Усвојен   | Усвојен   | Усвојен     | Усвојен     | Потписан   | Да    |
| Аустралијска престоничка територија | Аустралија | новембар 2009.  | грађанско партнерство (проширење)                |           |           | Усвојен     | Усвојен     | Потписан   | Да    |
| Град Мексико                        | Мексико    | децембар 2009.  | истополни брак                                   |           |           | 39          | 20          | Потписан   | Да    |
| Нови Јужни Велс                     | Аустралија | март 2010.      | програм декларације веза                         |           |           | Усвојен     | Усвојен     | Потписан   | Да    |
| Нови Јужни Велс                     | Аустралија | мај 2010.       | регистар веза                                    | 32        | 5         | 62          | 9           | Потписан   | Да    |
| Беч                                 | Аустрија   | јун 2010.       | регистровано партнерство (проширење)             |           |           | Усвојен     | Усвојен     | Потписан   | Да    |
| Тасманија                           | Аустралија | октобар 2010.   | иностране заједнице (признате као значајне везе) | Усвојен   | Усвојен   | 22          | 3           | Потписан   | Да    |
| Острво Мен                          |            | март 2011.      | грађанско партнерство                            | Усвојен   | Усвојен   | Усвојен     | Усвојен     | Потписан   | Да    |
| Квинсленд                           | Аустралија | децембар 2011.  | грађанско партнерство                            |           |           | 47          | 40          | Потписан   | Да    |
| Џерзи                               |            | децембар 2011.  | грађанско партнерство                            |           |           | 33          | 0           | Потписан   | Да    |
| Аустралијска престоничка територија | Аустралија | 2012.           | грађанско партнерство (проширење)                |           |           | Предложен   | Предложен   | ...        |       |
| Кернс                               | Аустралија | 2012.           | програм декларације веза'                        |           |           | У процедури | У процедури | ...        |       |
| Кочабамба                           | Боливија   | 2012            | истополни брак                                   |           |           | Предложен   | Предложен   | ...        |       |

Напомене:
- (1) Федерална власт поништила закон.

## Забрана истополних заједница

### Државе
Неколико држава је донело уставне или законске амандмане којима се забрањује признавање истополних бракова, а понекад и свих других врста истополних заједница. Овакве амандмане има и 30 савезних држава САД.
| Држава                    | Датум           | Забрана                                        | Горњи дом                            | Горњи дом                            | Доњи дом                             | Доњи дом                             | Шеф државе                           | Исход |
| Држава                    | Датум           | Забрана                                        | За                                   | Против                               | За                                   | Против                               | Шеф државе                           | Исход |
| ------------------------- | --------------- | ---------------------------------------------- | ------------------------------------ | ------------------------------------ | ------------------------------------ | ------------------------------------ | ------------------------------------ | ----- |
| Куба                      | фебруар 1976.   | истополни брак                                 | референдум о уставу (97,7%)          | референдум о уставу (97,7%)          | референдум о уставу (97,7%)          | референдум о уставу (97,7%)          | референдум о уставу (97,7%)          | Да    |
| Буркина Фасо              | јун 1991.       | истополни брак                                 | референдум о уставу (77,1%)          | референдум о уставу (77,1%)          | референдум о уставу (77,1%)          | референдум о уставу (77,1%)          | референдум о уставу (77,1%)          | Да    |
| Бугарска                  | јул 1991.       | истополни брак                                 | Усвојен                              | Усвојен                              | Усвојен                              | Усвојен                              | Потписан                             | Да    |
| Вијетнам                  | април 1992.     | истополни брак                                 |                                      |                                      | Усвојен                              | Усвојен                              | Потписан                             | Да    |
| Парагвај                  | јун 1992.       | истополни брак и еквивалентна/слична заједница | Усвојен                              | Усвојен                              | Усвојен                              | Усвојен                              | Потписан                             | Да    |
| Литванија                 | октобар 1992.   | истополни брак                                 | референдум о уставу (75,42%)         | референдум о уставу (75,42%)         | референдум о уставу (75,42%)         | референдум о уставу (75,42%)         | референдум о уставу (75,42%)         | Да    |
| Камбоџа                   | септембар 1993. | истополни брак                                 | Усвојен                              | Усвојен                              | Усвојен                              | Усвојен                              | Потписан                             | Да    |
| Белорусија                | март 1994.      | истополни брак                                 | Усвојен                              | Усвојен                              | Усвојен                              | Усвојен                              | Потписан                             | Да    |
| Молдавија                 | јул 1994.       | истополни брак                                 |                                      |                                      | Усвојен                              | Усвојен                              | Потписан                             | Да    |
| Украјина                  | јун 1996.       | истополни брак                                 |                                      |                                      | Усвојен                              | Усвојен                              | Потписан                             | Да    |
| Пољска                    | април 1997.     | истополни брак                                 | референдум о уставу (52,71%)         | референдум о уставу (52,71%)         | референдум о уставу (52,71%)         | референдум о уставу (52,71%)         | референдум о уставу (52,71%)         | Да    |
| Венецуела                 | децембар 1999.  | истополни брак и нерегистрована кохабитација   | референдум о уставу (71,78%)         | референдум о уставу (71,78%)         | референдум о уставу (71,78%)         | референдум о уставу (71,78%)         | референдум о уставу (71,78%)         | Да    |
| Руанда                    | мај 2003.       | истополни брак                                 | референдум о уставу (93,42%)         | референдум о уставу (93,42%)         | референдум о уставу (93,42%)         | референдум о уставу (93,42%)         | референдум о уставу (93,42%)         | Да    |
| Сједињене Америчке Државе | јул 2004.       | истополни брак и еквивалентна/слична заједница | 48                                   | 50                                   | 227                                  | 186                                  | –                                    | Не    |
| Бурунди                   | фебруар 2005.   | истополни брак                                 | референдум о уставу (92,02%)         | референдум о уставу (92,02%)         | референдум о уставу (92,02%)         | референдум о уставу (92,02%)         | референдум о уставу (92,02%)         | Не    |
| Хондурас                  | март 2005.      | истополни брак и нерегистрована кохабитација   |                                      |                                      | 128                                  | 0                                    | Потписан                             | Да    |
| Уганда                    | септембар 2005. | истополни брак                                 |                                      |                                      | 111                                  | 17                                   | Потписан                             | Да    |
| Летонија                  | децембар 2005.  | истополни брак                                 |                                      |                                      | 65                                   | 5                                    | Потписан                             | Да    |
| ДР Конго                  | децембар 2005.  | истополни брак                                 | референдум о уставу (84,31%)         | референдум о уставу (84,31%)         | референдум о уставу (84,31%)         | референдум о уставу (84,31%)         | референдум о уставу (84,31%)         | Да    |
| Сједињене Америчке Државе | јул 2006.       | истополни брак и еквивалентна/слична заједница | 49                                   | 48                                   | 236                                  | 187                                  | –                                    | Не    |
| Србија                    | октобар 2006.   | истополни брак                                 | референдум о уставу (53,04%)         | референдум о уставу (53,04%)         | референдум о уставу (53,04%)         | референдум о уставу (53,04%)         | референдум о уставу (53,04%)         | Да    |
| Црна Гора                 | октобар 2007.   | истополни брак                                 |                                      |                                      | Усвојен                              | Усвојен                              | Потписан                             | Да    |
| Еквадор                   | септембар 2008. | истополни брак                                 | референдум о уставу (63,93%)         | референдум о уставу (63,93%)         | референдум о уставу (63,93%)         | референдум о уставу (63,93%)         | референдум о уставу (63,93%)         | Да    |
| Боливија                  | јануар 2009.    | истополни брак и нерегистрована кохабитација   | референдум о уставу (61,43%)         | референдум о уставу (61,43%)         | референдум о уставу (61,43%)         | референдум о уставу (61,43%)         | референдум о уставу (61,43%)         | Да    |
| Ел Салвадор               | октобар 2009.   | истополни брак                                 |                                      |                                      | 46                                   | 38                                   | –                                    | Не1   |
| Доминиканска Република    | јануар 2010.    | истополни брак и нерегистрована кохабитација   | Усвојен                              | Усвојен                              | Усвојен                              | Усвојен                              | Потписан                             | Да    |
| Кенија                    | август 2010.    | истополни брак                                 | референдум о уставу (68,55%)         | референдум о уставу (68,55%)         | референдум о уставу (68,55%)         | референдум о уставу (68,55%)         | референдум о уставу (68,55%)         | Да    |
| Замбија                   | март 2011.      | истополни брак                                 |                                      |                                      | Није усвојен                         | Није усвојен                         | -                                    | Не    |
| Мађарска                  | април 2011.     | истополни брак                                 |                                      |                                      | 262                                  | 44                                   | Потписан                             | Да    |
| Јужни Судан               | јул 2011.       | истополни брак                                 | Усвојен                              | Усвојен                              | Усвојен                              | Усвојен                              | Потписан                             | Да    |
| Зимбабве                  | март 2013.      | Брак                                           | Референдум о уставу (94,5%)          | Референдум о уставу (94,5%)          | Референдум о уставу (94,5%)          | Референдум о уставу (94,5%)          | Референдум о уставу (94,5%)          | Да    |
| Македонија                | септембар 2013. | брак                                           | -                                    | -                                    | Није усвојен                         | Није усвојен                         | —                                    | Не    |
| Хрватска                  | децембар 2013.  | брак                                           | Уставни референдум 1. децембра 2013. | Уставни референдум 1. децембра 2013. | Уставни референдум 1. децембра 2013. | Уставни референдум 1. децембра 2013. | Уставни референдум 1. децембра 2013. |       |
| Чиле                      | 2013.           | Брак                                           |                                      |                                      | У процедури                          | У процедури                          |                                      |       |
| Либерија                  | 2013.           | Брак                                           | Усвојен                              | Усвојен                              | не још                               | не још                               |                                      |       |
| Замбија                   | 2013.           | Брак                                           | -                                    | -                                    | у процедури                          | у процедури                          |                                      |       |

Напомене:
- (1) Амандман је прихваћен у априлу 2009, али је одбачен током другог гласања у октобру исте године.[178]

### Територије
| Територија                                     | Држава  | Датум     | Забрана        | Горњи дом | Горњи дом | Доњи дом | Доњи дом | Шеф државе | Исход |
| Територија                                     | Држава  | Датум     | Забрана        | За        | Против    | За       | Против   | Шеф државе | Исход |
| ---------------------------------------------- | ------- | --------- | -------------- | --------- | --------- | -------- | -------- | ---------- | ----- |
| Кајманска острва                               |         | јун 2009. | истополни брак |           |           | Усвојен  | Усвојен  | Потписан   | Да    |
| Јукатан                                        | Мексико | јул 2009. | брак           | -         | -         | Усвојен  | Усвојен  | -          | Да    |
| Шаблон:Подаци о застави Колима (држава) Колима | Мексико | јул 2013  | брак           | -         | -         | 17       | 2        | -          | Да    |